# Префектура Кочи
Кочи (Јапански:高知県; Kōchi-ken) је префектура у Јапану која се налази на острву Шикоку. Главни град је Кочи.